# Littérature kazakhe
La littérature kazakhe est la littérature orale et écrite, pour l'essentiel, par les Kazakhs en langue kazakhe (environ dix millions de locuteurs), principalement au Kazakhstan.

## Littérature kazakhe ancienne
Selon les annales chinoises des VIe et VIIIe siècles, les tribus turcophones du Kazakhstan avaient déjà à cette époque une tradition poétique orale, issue d'une période antérieure, transmise principalement par les jyrchy (jyraou, 'rhapsode). On retrouve divers éléments de cette poésie épique (épithètes, des métaphores et autres figures littéraires) sur les alphabets de l'Orkhon de monuments et stèles tombales, en particulier de Kul Tigin (en) et Bilge Kaghan.[réf. nécessaire]
Parmi les œuvres connues du patrimoine oral, on peut citer les contes faisant apparaître le personnage d'Aldar Kose, qui serait apparu entre les VIIIe et XIIe siècles.

### Les épopées «Korkyt-Ata» et «Ogouzname»
C'est sur le territoire du Kazakhstan actuel que se sont formées les anciennes épopées les plus connues en langues turques : «Korkyt-Ata» et «Ogouzname». L'épopée orale Korkyt-Ata, apparue autour du bassin du Syr-daria aux alentours des VIIIe et Xe siècles a été consignée par écrit durant les XIVe et XVIe siècles par des écrivains turcs sous la forme du «Livre du père Korkyt». Elle se compose de 12 poèmes et contes narrant les aventures de bogatyrs et héros oghouzes. Il fait référence à certaines tribus turques, comme les wusun et les kankalis (en).
Le poème «Ogouzname» est consacré à l'enfance du souverain Oghuz Khagan, de ses exploits, de son mariage et de la naissance de son fils. Devenu souverain des Ouïghours, Oghuz porte la guerre aux Altyns (en Chine) et aux Ouroums (vers Byzance).[réf. nécessaire]

### Poèmes héroïques et lyriques
Depuis l'origine de la tradition poétique kazakhe, l'interprète principal des œuvres lyriques est l'akyn, poète improvisateur populaire. C'est grâce aux akyns que de nombreuses œuvres épiques, contes, chansons et poèmes écrits il y a plusieurs siècles nous sont parvenus.
Aux XIe et XIIe siècles, la première grande œuvre littéraire est apparue à la cour des Qarakhanides : le poème «Koutatgou Bilik - Кутатгу билик» («la Grâce de la connaissance») (en 1069), composé par Yusuf Khass Hajib.

### Littérature religieuse
Les tribus nomades turcophones du Kazakhstan, même jusqu'au début du XXe siècle, ont conservé un héritage du tengrisme et du chamanisme. Aux VIe et IXe siècles, les steppes kazakhes ont connu le bouddhisme et des germes de chrétienté et de manichéisme. Néanmoins, à partir du IXe siècle, l'islam a commencé à s'implanter, notamment parmi les peuples sédentaires, même si les éleveurs nomades ont continué à professer le culte de Tengri ; l'islam marque le début d'une littérature religieuse.[réf. nécessaire]
Au cours de la période de diffusion de l'islam, la langue littéraire est restée hétérogène. La littérature se développait principalement dans les villes, où une place importante était réservée aux œuvres des poètes et écrivains derviches dont faisaient partie le prédicateur musulman Ahmed Yasavi, auteur d'un recueil de poèmes mystico-religieux et son disciple Suleiman Bakyrgani (ru), auteur du «Livre de la fin du monde». Ces deux ouvrages sont restés au cours des siècles suivants un incontournable des formations des médersas d'Asie centrale et du Kazakhstan.

## Littérature orale kazakhe du XVe au XIXe siècle
La littérature kazakhe a longtemps été de tradition orale, et n'a finalement été mise par écrit qu'à partir de la fin du XIXe siècle.
La littérature kazakhe est caractérisée par une place prédominante accordée à la poésie et aux genres poétiques. Trois périodes distinctes peuvent être identifiées dans l'histoire de la poésie kazakhe :
- une période marquée par les rhapsodes (appelés jyraou[1] - kazakh : жырау) du XVe siècle au début du XVIIIe siècle ;
- une période poétique, de la seconde moitié du XVIIIe siècle au début du XIXe siècle ;
- la période des aïtys, de la seconde moitié du XIXe siècle au début du XXe siècle[3]

Les Kazakhs avaient une tradition de compétition poétique entre les akyns, appelée aïtys, où les poètes improvisent en s'accompagnant de la dombra. Les déclamations se doivent d'être accompagnées de musique. Initialement portant sur des sujets philosophiques, les aïtys des XVIIIe – XIXe siècle devinrent politiques, certains akyns kazakhs comme Makhambet Outemissov, Cherniyaz Jarylgassov et Souyounbaï Aronov se servant de ces compétitions pour appeler à lutter contre les beys. Parallèlement, certains akyns comme Doulat Babatayev, Chortanbaï Kanayev et Mourat Monkeyev présentaient une vision conservatrice et idéalisée du passé, faisant l'apologie de la religion. Les akyns de la fin du XIXe siècle, parmi lesquels Birjan Kojagoulov, Asset Naïmanbayev, Sara Tastanbekova et Jamboul Jabayev, utilisèrent les aïtys comme une forme d'expression de l'opinion publique, en défendant la justice sociale, ce qui a pu mener le gouvernement du Kazakhstan à mener une forme de censure sur les aïtys.
Une œuvre kazakhe emblématique du XIXe siècle est Kyz Jibek.

## Naissance de la littérature écrite kazakhe

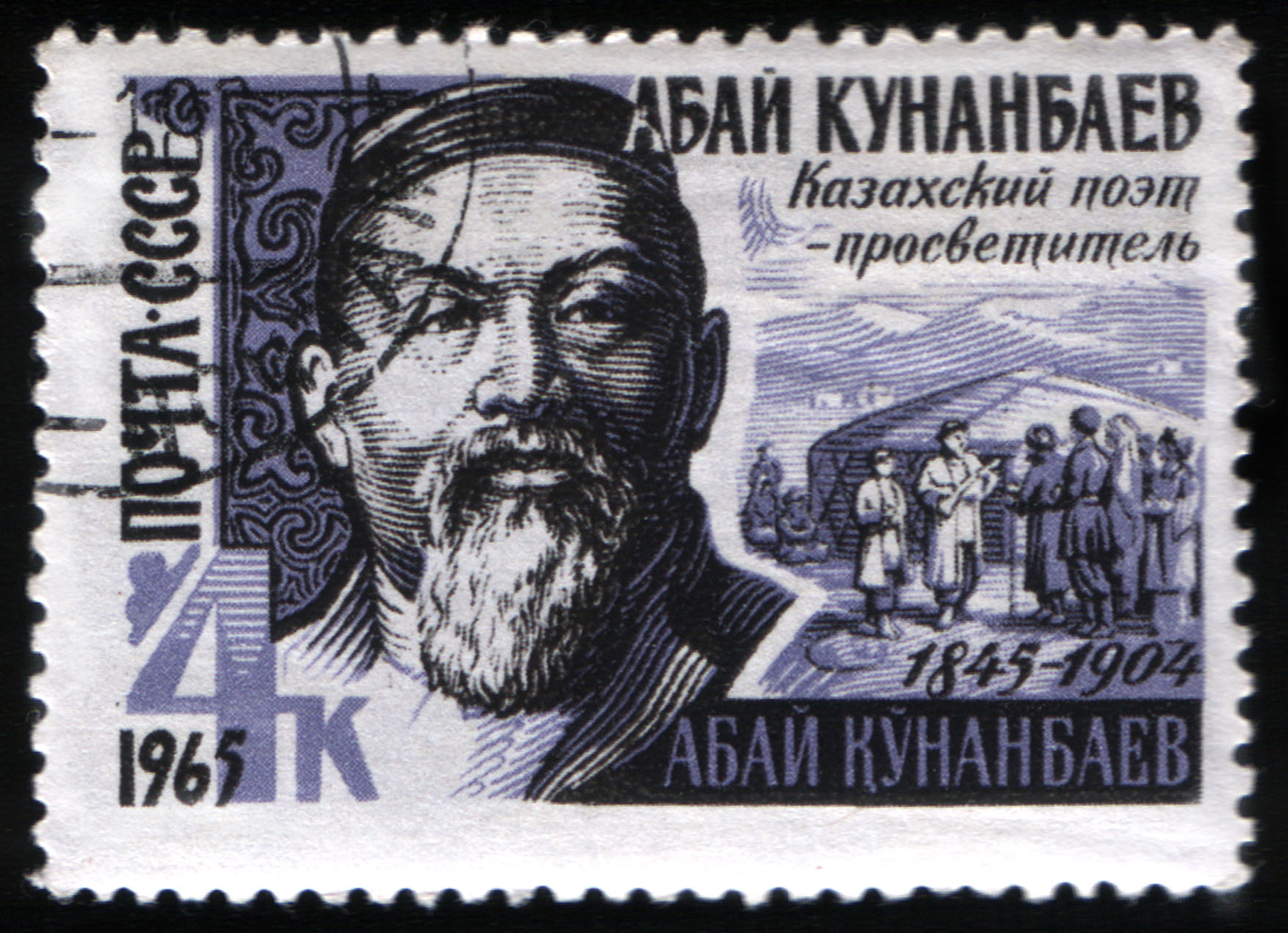
Timbre de l'URSS de 1965 à l'effigie d'Abaï Kounanbaïouly, figure majeure de la littérature kazakhe.

La littérature écrite kazakhe dans sa forme moderne ne commence à se former que dans la deuxième moitié du XIXe siècle, sous l'influence des contacts et des échanges avec la Russie et la culture occidentale. Les auteurs à l'origine de ce processus sont Tchokan Valikhanov, Ybyrai Altynsarin (en) et Abaï Kounanbaïouly, l'un des auteurs les plus emblématiques de la littérature kazakhe moderne, qui a donné naissance à la langue littéraire kazakhe.
Le début du XXe siècle marque le développement de la littérature kazakhe, nourrie de nombreux schémas de la littérature européenne. C'est à ce moment que les bases de la littérature kazakhe moderne ont été jetées, ciselant la langue littéraire et donnant le jour à de nouvelles formes stylistiques.
Cette littérature kazakhe toute jeune s'étendit à des formats jusqu'alors inconnus des Kazakhs, comme les romans et autres récits. L'auteur de poèmes et de prose Mirjakil Doulatov (en) acquit une certaine popularité au début du XXe siècle, à la fois chez les Kazakhs et chez les Russes ; il a produit des traductions de Pouchkine, Lermontov, Krylov et Schiller, et a contribué à réformer la langue littéraire kazakhe.
De la fin du XIXe siècle au début du XXe siècle, le groupe des «scribes», composé entre autres de Nourjan Naouchabayev et Machour-Joussoul Kopeyev compila beaucoup de matériel sur le folklore kazakh. Les auteurs nationalistes étaient regroupés autour du journal «Kazakh», dont faisaient partie Akhmet Baïtoursinoff, Mirjakil Doulatov et Magjan Joumabayev (en), qui participèrent en 1917 à la contre-révolution.

## Littérature kazakhe pendant la période soviétique

### Œuvre de Jamboul Jabayev
Durant la période soviétique, l'auteur kazakh qui acquit la plus grande notoriété fut Jamboul Jabayev, poète et akyn qui chantait en s'accompagnant de la dombra. Les épopées Souranchi-batyr et Outegen-batyr ont été écrites à partir de ses récits. Après la révolution d'octobre, l’œuvre de Jamboul Jabayev présente de nouveaux thèmes patriotiques ; la plupart des héros soviétiques ont été évoqués dans ses chants, qui furent traduits en russe et dans d'autres langues des peuples de l'URSS, ce qui accrut sa notoriété au fur et à mesure que la propagande soviétique utilisait ses créations. Pendant la Seconde Guerre mondiale, il écrivit aussi des  chants appelant les peuples à se mobiliser contre l'ennemi.

### Littérature de la seconde moitié duXXesiècle
Parmi les écrivains kazakhs de la période soviétique, on peut citer les poètes Saken Seïfoulline, Ilyas Djansougourov (en), et les écrivains Moukhtar Aouézov, Sabit Moukanov (en), et Beimbet Maïline.
En 1926, l'association kazakhe des écrivains prolétaires fut créée, qui produisit beaucoup de textes patriotiques. En 1934, on organisa l'union des écrivains kazakhs, à laquelle se joignirent par la suite des écrivains russes et ouïghours.
En 1954, Moukhtar Aouézov obtint un lectorat important dans un certain nombre de pays pour son roman-épopée Le chemin d'Abaï, qui sanctifiait la vie du poète kazakh Abaï Kounanbaïouly. La littérature kazakhe s'appropria les genres et styles littéraires soviétiques : romans, trilogies, poèmes, romans en vers. La science fiction et le théâtre se développèrent également.

### Œuvre d'Oljas Souleïmenov
Dans les années 1970, le livre de l'écrivain Oljas Souleïmenov (en) «Az i Ya - Аз и Я» obtint un certain succès. Le livre développe l'idée de la parenté des Kazakhs avec les anciens sumériens, attirant l'attention sur le fait qu'un grand nombre de mots d'origine turque se retrouvent en russe, ce qui atteste, selon l'auteur, de la grande influence des peuples turcs sur la culture russe.

## Littérature kazakhe moderne
Le Kazakhstan indépendant, en quête de son identité, a mis à l'honneur divers poètes modernes, dont Toumanbaï Mouldagayev (ru), Kadyr Myrzaliev (ru), Mouzafar Alimbayev (ru) et Jadyra Daribayeva.
La littérature du Kazakhstan de la fin des années 1990 et du début des années 2000 est caractérisée par une tentative de comprendre les expériences littéraires occidentales post-modernes et de les appliquer au monde kazakh.
De nos jours, la littérature du Kazakhstan continue à se développer dans le contexte de la mondialisation en absorbant et en développant de nouvelles tendances culturelles.

## Sources
- (ru) « Littérature kazakhe », sur Encyclopédie Krougosvet (consulté le 6 novembre 2016).